# Der alte Fritz - 1. Friede
Der alte Fritz - 1. Friede è un film del 1928 scritto, diretto e prodotto da Gerhard Lamprecht. Fa parte di un dittico che comprende Der alte Fritz - 2. Ausklang, diretto sempre da Lamprecht e interpretato da Otto Gebühr.
Der alte Fritz (il vecchio Fritz) era il nomignolo con cui fu soprannominato Federico II di Prussia, detto anche Federico il Grande. Il film entra di diritto nella serie di pellicole dedicate alla figura del re prussiano prodotte in Germania dopo la prima guerra mondiale, storie che esaltavano le doti intellettuali e, soprattutto, militari del monarca che aveva fatto della piccola Prussia un grande stato, degno di poter stare alla pari con le grandi nazioni europee. Definite comunemente come Fridericus-Rex-Filme, le pellicole - che raccontavano i drammi, le guerre e gli aneddoti biografici su Federico - diedero vita a un genere cinematografico ben specifico, fondante una propaganda che avrebbe avuto la sua acme durante il regime nazionalsocialista, con riferimenti neanche tanto oscuri tra la figura del re e quella di Hitler.
La gran parte di questi film fu interpretata dall'attore Otto Gebühr, che era molto somigliante al re. Gebühr, vestendo i panni di Federico, diventò popolarissimo in tutti i paesi di lingua tedesca.

## Produzione
Il film fu prodotto dalla Gerhard Lamprecht Filmproduktion GmbH.

## Distribuzione
Venne distribuito dalla National-Film.